# Бригинці (Ніжинський район)
Бригинці́ — село в Україні, у Бобровицькій міській громаді Ніжинського району Чернігівської області.

## Географія
Село розташоване за 126 км від обласного центру, 79 км від районного центру, 20 км від міста Бобровиця, на березі річки Недра. Найближча залізнична станція Бобровиця (за 23 км), за 3 км від села пролягає автошлях національного значення Н07 Київ — Суми.

## Історія
Село засноване князем Федором Вишневецьким, а з 1533 року після смерті Федора Старшого Брагинську волость на Київщині успадкував Олександр Вишневецький.
Вперше згадуються у першій половині XVIII століття. Жодного відношення до м. Брагин і Брагинської волості, розташованих далеко на північ, на території Гомельської області Білорусії, село звичайно не має. Населення займалося вирощуванням зернових культур та тваринництвом. 
У Описі Київського намісництва 1787 року у д. Брегинцы Козелецького повіту мешкало 329 осіб різного звання державних людей, козаків і володільців – бунчукових товаришів  Федора Григоровича Туманського та Кирила Івановича Нестелея, представника численної дворянської родини з Нової Басані. 
Станом на 1866 рік в селі налічувалося 195 домогосподарств, 1019 жителів; 1892 року - 255 дворів, 1276 жителів, у 1897 році —260 домогосподарствта 1268 жителів.
За радянської влади у селі існувало відділення колгоспу «8 Березня» (спеціалізація — зернове виробництво і м'ясо-мол. тваринництво), відділення зв'язку, восьмирічна школа, фельдшерсько-акушерський пункт, дитячі ясла, клуб на 100 місць, бібліотека (8,5 тис. книг). У 1970 році на честь воїнів-односельців, загиблих (250 осіб) у боротьбі проти німецьких окупантів споруджено обеліск Слави. Станом на 1988 року населення складало 670 осіб.
У Незалежній Україні
Станом на 2013 рік — одне з 8 сіл Бобровицького району, що мало бездотаційний бюджет.
19 травня 2017 року, в ході децентралізації, Бригинцівська сільська рада увійшла до Бобровицької міської громади.
12 червня 2020 року, відповідно до розпорядження Кабінету Міністрів України № 730-р «Про визначення адміністративних центрів та затвердження територій територіальних громад Чернігівської області», увійшло до складу Бобровицької міської громади.
19 липня 2020 року, в результаті адміністративно-територіальної реформи та ліквідації Бобровицького району, увійшло до складу Ніжинського району Чернігівської області.

## Політика

### Парламентські вибори, 2019
На позачергових парламентських виборах 2019 року у селі функціонувала окрема виборча дільниця № 740057, розташована у приміщенні будинку культури.
Результати
- зареєстровано 205 виборців, явка 75,12%, найбільше голосів віддано за «Слугу народу» — 28,29%, за Радикальну партію Олега Ляшка — 22,37%, за Всеукраїнське об'єднання «Батьківщина» — 19,74%[5]. В одномандатному окрузі найбільше голосів отримав Борис Приходько (самовисування) — 38,10%, за Сергія Коровченка (самовисування) — 29,25%, за Дмитра Пахомова (Слуга народу) — 6,12%[6].

## Економіка
- ТОВ «Авіатехнік»[7]
- ГО «ФЛС у Чернігівській області»[8]
- СТОВ «Полісся» [9]

## Релігія
- В селі діє Свято-Троїцька церква, яка належить громаді ПЦУ.

## Видатні особистості
- У кладовищній Свято-Троїцькій церкві селі Бригинці у 1942—1956 роках служив преподобний ігумен Меркурій Бригінський (1870—1956), канонізований Українською Православною Церквою Київського Патріархату 7 грудня 2011 року.
- Бригинець Валентин Петрович — Козелецький селищний голова (з 2020 року).